# Oregoni Egyetem Természetrajzi és Kultúratörténeti Múzeum
Az Oregoni Egyetem Természetrajzi és Kultúratörténeti Múzeuma (angolul: University of Oregon Museum of Natural and Cultural History, MNCH, becenevén UO Natural History Museum) az Amerikai Egyesült Államok nyugati partjának legnagyobb természetrajzi múzeuma Oregon államának Eugene városában. Épülete az őslakosok hosszúházának mintájára készült.

## Története
Az 1876-ban alapított egyetem egyik első oktatója Thomas Condon volt, aki magával hozta fosszíliagyűjteményét. Az állami törvényhozás 1935-ben megalapította az egyetem régészeti múzeumát, melynek igazgatója Luther Cressman régész lett. Később ő lett az igazgatója a Condon gyűjteményéből és a régészeti múzeumból összevont természetrajzi létesítménynek is. az 1960-as években nyugdíjba vonult.

## Gyűjteménye
Az intézménynek négy részlege van (Condon Paleontológiai Gyűjtemény, Régészeti Kutatórészleg (OSMA), Antropológiai Gyűjtemények Részlege és programszervező osztály). Gyűjteményében Oregon, a nyugati part és a világ százezer fosszíliája és egymillió régészeti lelet (köztük a Fort Rocknál talált szandálok, a világ legrégebbi lábbelijei) találhatók meg. Néprajzi gyűjteménye 1500 kosárból, ezer kihalt és ma is élő madárból, illetve ezek tojásaiból és fészkeiből, emlősökből, hüllőkből, tengeri és édesvízi kagylókból, valamint más élőlényekből áll. A kiállítótermeket tematika szerint rendezik be. Kültéren a térségben őshonos növények, valamint a Willamette meteor replikája látható. A gyűjtemény részben interneten is megtekinthető.
A múzeum az állam leletgyűjtésre kijelölt intézménye, munkatársai együtt dolgoznak iskolákkal, egyetemekkel, valamint állami és szövetségi ügynökségekkel is. A kiállítóterek berendezését az őslakosok segítették. A kutatási eredményeket a múzeumi folyóiratban is közzéteszik.

## Fordítás
- Ez a szócikk részben vagy egészben  az   University of Oregon Museum of Natural and Cultural History című angol Wikipédia-szócikk ezen változatának fordításán alapul.  Az eredeti cikk szerkesztőit annak laptörténete sorolja fel. Ez a jelzés csupán a megfogalmazás eredetét és a szerzői jogokat jelzi, nem szolgál a cikkben szereplő információk forrásmegjelöléseként.